# Pretoria Portland Cement
Pretoria Portland Cement Ltd. (kurz PPC) ist ein südafrikanischer Zementhersteller mit neun Produktionsstätten in Südafrika, Simbabwe, Botswana und Ruanda. Mit Stand 2013 stellte das Unternehmen acht Millionen Tonnen Zement jährlich her. Daneben produziert es Hüttenkalk, gebrannten Dolomit sowie Kalkstein und exportiert Zement und Kalk in verschiedene afrikanische Länder.

## Geschichte
Das Unternehmen wurde 1892 als De Eerste Cement Fabrieken Beperkt gegründet und ist heute eines der größten Unternehmen im südlichen Afrika. Seit 2012 ist PPC mit 27 Prozent an der äthiopischen Habesha Cement Share Company (HCSCo) beteiligt. Die PPC erhöhte ihren Anteil in 2014 auf 51 Prozent.
Im Jahr 2012 erwarb die Firma eine 51-prozentige Beteiligung an Cimerwa. Der Preis betrug $69,4 Millionen. Die Beteiligung wurde Ende 2023 an die National Holding Cement für $42,5 Millionen verkauft.